# Bismarckia
Bismarckia, monotipski rod palmi iz podtribusa Hyphaeninae, dio tribusa Borasseae. Ova je biljka endemska vrsta na Madagaskaru, a rasprostranjena je na sjeveru i zapadu otoka. 
Lokalno poznata kao satrana, važna je na sjeverozapadu Madagaskara, gdje se koristi za izradu dasaka ili pregradnih zidova. Listovi ove palme koriste se za izradu krovova i košara, a koštica se jede. 
Vrsta je identificirana kao kritično ugrožena zbog gubitka staništa zbog poljoprivrednih i rudarskih aktivnosti i povećanja učestalosti požara.
- B. nobilis
- B. nobilis